# HD138791
HD138791 — хімічно пекулярна зоря спектрального класу A1, що має видиму зоряну величину в смузі V приблизно  7,7.
Вона  розташована на відстані близько 381,9 світлових років від Сонця.